# Фигерес, Кристиана
Кристиана Фигерес (Karen Christiana Figueres Olsen; род. 7 августа 1956, Сан-Хосе, Коста-Рика) — коста-риканский дипломат, в 2010—2016 гг. исполнительный секретарь Комиссии ООН по изменению климата (РКИК ООН). Её называют «архитектором» Парижского соглашения по климату (2015). Лауреат премии Дэна Дэвида (2019).

## Биография
Дочь Хосе Фигереса Феррера, трехкратного президента Коста-Рики, сестра Хосе Марии Фигереса, президента Коста-Рики в 1994—1998 годах.
Окончила Суортмор-колледж по антропологии. В 1981 г. получила степень магистра антропологии в Лондонской школе экономики.
Трудовую деятельность начала в 1982 году в посольстве Коста-Рики в Германии. В 1987—1990 годах на руководящей работе в министерствах планирования и сельского хозяйства Коста-Рики.
C 1995 года участница переговоров по изменению климата, первоначально как член переговорной группы Коста-Рики в 1995—2009 гг.
Партнёр-основатель Global Optimism.
Среди её наград и отличий: Большой крест ордена «За заслуги перед ФРГ» (1985), орден Почётного легиона (2015), Nature's 10 (2015), FP Top 100 Global Thinkers (2015), офицерский крест ордена Оранских-Нассау (2016), Edinburgh Medal (2019), дама-командор ордена Британской империи (2022). Почётный доктор.
Владеет испанским, английским и немецким языками.
Имеет двух дочерей.